# Johan Lundberg (kyrkomålare)
Johan Lundberg var en svensk bildsnidare och kyrkomålare verksam i slutet av 1700-talet.
Lundberg var verksam som dekorations- och kyrkomålare i Blekinge under 1700-talet. År 1730 utförde han dekorativa målningar i Edestads kyrka. År 1754 fick han betalt för att utföra sniderier och en altartavla till Asarums kyrka. Dessa är numera försvunna, tillika en bevarad oljemålning som skänktes till Asarums kyrka av handelsmannen Johan Ahlström. I Rödeby kyrka utförde han 1784 invändiga dekorativa målningar samt målade om Peder Starcks altartavla från 1600-talets slut.   